# Més Compromís (coalició)
|  | Aquest article tracta sobre la coalició del 2019. Si cerqueu el partit polític, vegeu «Més - Compromís». |

Més Compromís és una coalició electoral formada per Compromís i Més País per concórrer a les eleccions generals d'Espanya de novembre de 2019. Liderada per Joan Baldoví, la coalició té una ideologia progressista, federalista, ecologista i valencianista, situada en l'esquerra de l'espectre polític.
La proposta inicial de Compromís passava, en un primer moment, per articular una majoria àmplia d'esquerres que englobés Compromís, Unidas Podemos i Més País. Entenent que era una aliança impossible, per l'enemistat dels seus líders polítics, Compromís va haver de triar la seva confluència. En una reunió de l'executiva del partit, es van plantejar dues opcions principals. La primera, defensada per la líder d'Iniciativa del Poble Valencià, Mónica Oltra, era reeditar l'aliança amb Unides Podemos, com ja van fer en les eleccions de 2016 amb A la Valenciana, i es mostrava favorable a "refer amistats", perquè era "l'opció més plausible, la més lògica i perquè a més som socis al Govern valencià". La segona, liderada pel militant del Bloc, Joan Baldoví, defensà una aliança amb el partit d'Íñigo Errejón, Més País, perquè "els permetria mantenir millor la seva identitat".
Finalment, l'executiva de Compromís es va decantar per la segona opció i va decidir participar en les eleccions juntament amb Més País. En l'acord entre tots dos partits, es recollia respectar les llistes electorals de Compromís de les anteriors eleccions i assumir el seu programa polític i garantir l'autonomia dels diputats de Compromís, conformant un grup parlamentari confederal al Congrés dels Diputats. Aquest acord va ser ratificat per la militància del Compromís amb el 70% a favor d'una plataforma electoral àmplia amb Més País i altres partits similars de la resta d'Espanya. Un 27% de la militància hi va votar en contra.

## Membres de la coalició
|  | Coalició Compromís (Compromís)           |                                   |
|  |                                          | Bloc Nacionalista Valencià (BLOC) |
|  | Iniciativa del Poble Valencià (IdPV)     |                                   |
|  | VerdsEquo del País Valencià (Verds Equo) |                                   |
|  | Gent de Compromís (GdC)                  |                                   |
|  | Més País                                 |                                   |

## Resultats electorals

### Eleccions Generals de novembre de 2019
| Comicis   | Cap de llista | Vots    | % estatal | Diputats | Senadors | Posició |
| --------- | ------------- | ------- | --------- | -------- | -------- | ------- |
| 2019 (II) | Joan Baldoví  | 175 092 | 0,73%     | 1 / 350  | 0 / 208  | 10é     |